# Mávání ctností
Mávání ctností nebo také signalizace ctností (anglicky virtue signalling) je pejorativní neologismus pro okázalé předvádění morálních hodnot. Zjednodušeně, pokud například osoba široce prohlašuje na sociálních médiích podporu určitému hnutí anebo myšlence, ale dělá to vnitřně pro to, aby získala kredit a povýšila se nad ostatní, jedná se o mávání ctností. V evoluční psychologii a signalizační teorii je mávání ctností považováno za přirozené chování,[zdroj?] které může mít na kolektivní úrovni jak prospěšné tak i škodlivé účinky závisící na různých faktorech. Mimo akademickou půdu se často používá pejorativně.[zdroj?]

## Historie
Ačkoli se slovní spojení objevilo v dřívějších náboženských akademických pracích v letech 2011 a 2010, termín „mávání ctností“ se připisuje britskému novináři Jamesovi Bartholomewovi, který jej uvedl u svého článku v deníku The Spectator v roce 2015 a následně si nárokoval kredit za jeho vytvoření v pozdějších článcích. Emily Brewster, editorka slovníku Merriam-Webster popisuje mávání ctností jako akademicky znějící protějšek termínu humblebrag, což je termín vytvořený Harrisem Wittelsem v roce 2010 popisující používání zdánlivě skromných nebo sebepodceňujících prohlášení, jejichž cílem je upozornit na vlastní úspěch, kupř. „Mám tak málo času, že nemám kdy utrácet peníze.“ 
Psychologové Jillian Jordan a David Rand tvrdí, že mávání ctností (tedy dle jejich slov falešné rozhořčení) je od skutečného rozhořčení odlišitelné. Nicméně ve většině případů jednotlivci, kteří mávají ctností, taktéž zažívají skutečné pobouření. Lingvista David Shariatmadari v The Guardian říká, že samotný akt obvinění někoho z mávání ctností je aktem mávání ctností sám o sobě, a že jeho nadužívání jako útok ad hominem během politických debat ho učinilo nesmyslným politickým buzzwordem. Zoe Williams, která také psala pro The Guardian, navrhla, aby věta byla „další urážkou socialistů šampaňského“.

## Používání
Mávání ctností nabylo na popularitě jako pejorativní termín odsuzující až příliš dobré, leč prázdné společenské činy. V Bartholomewově původním článku je signalizace ctnosti popsána jako veřejný akt s velmi malými souvisejícími náklady, který má informovat ostatní o něčem společensky přijatelném spojeným s danou otázkou.

### Marketing
Ani společnosti se nevyhnuly kritice za mávání ctností, ať v marketingu, vztazích s veřejností anebo komunikací značky. Demonstrativní spotřeba byla popsána jako forma spotřebitelského mávání ctností.